# Jomboran
Jomboran is een bestuurslaag in het regentschap Klaten van de provincie Midden-Java, Indonesië. Jomboran telt 4232 inwoners (volkstelling 2010).